# Buena Vista (Catamarca)
Buena Vista es una localidad de la provincia argentina de Catamarca, dentro del Departamento Andalgalá. Se encuentra sobre la Ruta Provincial 48.

## Población
Cuenta con 300 habitantes (Indec, 2001). Forma conurbación con la localidad de El Alamito, contando así 651 habitantes (Indec, 2001) lo que representa un incremento del 53,17% frente a los 425 habitantes (Indec, 1991) del censo anterior.